# Brategg Bank
Brategg Bank – ławica na Oceanie Południowym o głębokości minimalnej 99 m, położona na północny zachód od Wyspy Biscoe i Wybrzeża Grahama. Została odkryta przez norweską ekspedycję antarktyczną w latach 1947-48 pod dowództwem Nilsa Larsena i nazwana na cześć statku Brategg, na którym odbywała się wyprawa.